# Vlkovija
Vlkovija (cirill betűkkel Влковија, bolgárul Вълковия (Vlyikovijá)) egy falu Szerbiában, a Piroti körzetben, a Dimitrovgradi községben.

## Népesség
- 1948-ban 409 lakosa volt.
- 1953-ban 351 lakosa volt.
- 1961-ben 249 lakosa volt.
- 1971-ben 149 lakosa volt.
- 1981-ben 89 lakosa volt.
- 1991-ben 53 lakosa volt
- 2002-ben 17 lakosa volt, akik közül 15 bolgár (88,23%), 1 szerb (5,88%) és 1 jugoszláv.